# Boudoukha
Boudoukha est une ville de la commune de Aïn Kechra, dans wilaya de Skikda en Algérie.